# Justicia sulfurea
Justicia sulfurea är en akantusväxtart som först beskrevs av Donn.-sm., och fick sitt nu gällande namn av D.N. Gibson. Justicia sulfurea ingår i släktet Justicia och familjen akantusväxter. Inga underarter finns listade i Catalogue of Life.